# جرج بران
جرج بران (به انگلیسی: George Brann) بازیکن فوتبال زادهٔ ۲۳ آوریل ۱۸۶۵ اهل کشور انگلستان که سابقهٔ بازی در تیم ملی فوتبال انگلستان را در کارنامهٔ خود دارد. وی در تاریخ ۲۷ مارس ۱۸۸۶ نخستین بازی ملی خود را در مقابل تیم ملی فوتبال اسکاتلند انجام داد و با حضور در ۳ بازی ملی، در تاریخ ۷ مارس ۱۸۹۱ واپسین بازی ملی‌اش را در برابر تیم ملی فوتبال ولز برگزار کرد.